# Stor fransmossa
Stor fransmossa (Ptilidium ciliare) är en levermossart som först beskrevs av Carl von Linné, och fick sitt nu gällande namn av Georg Ernst Ludwig Hampe. Stor fransmossa ingår i släktet fransmossor, och familjen Ptilidiaceae. Arten är reproducerande i Sverige. Inga underarter finns listade i Catalogue of Life.

## Bildgalleri

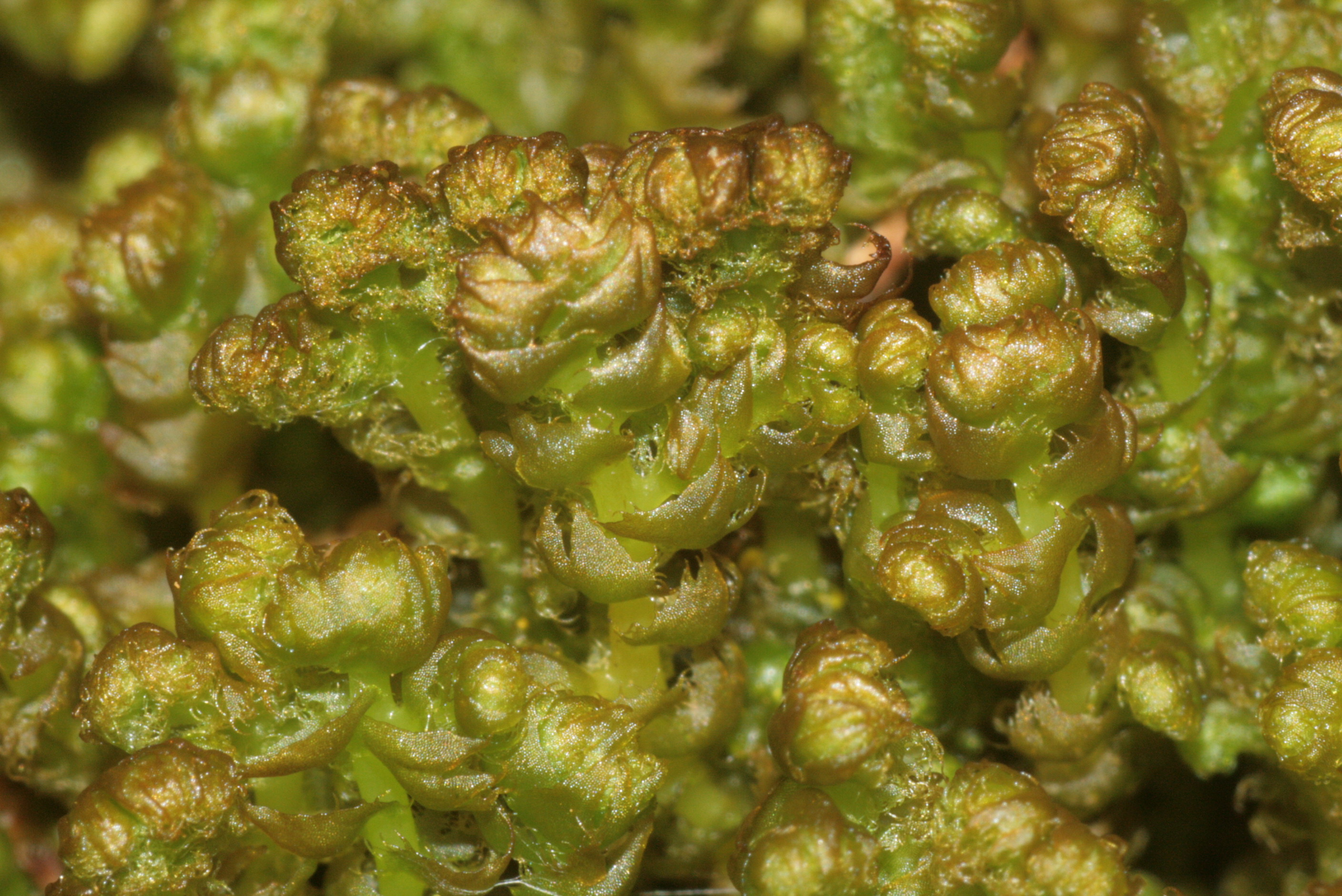
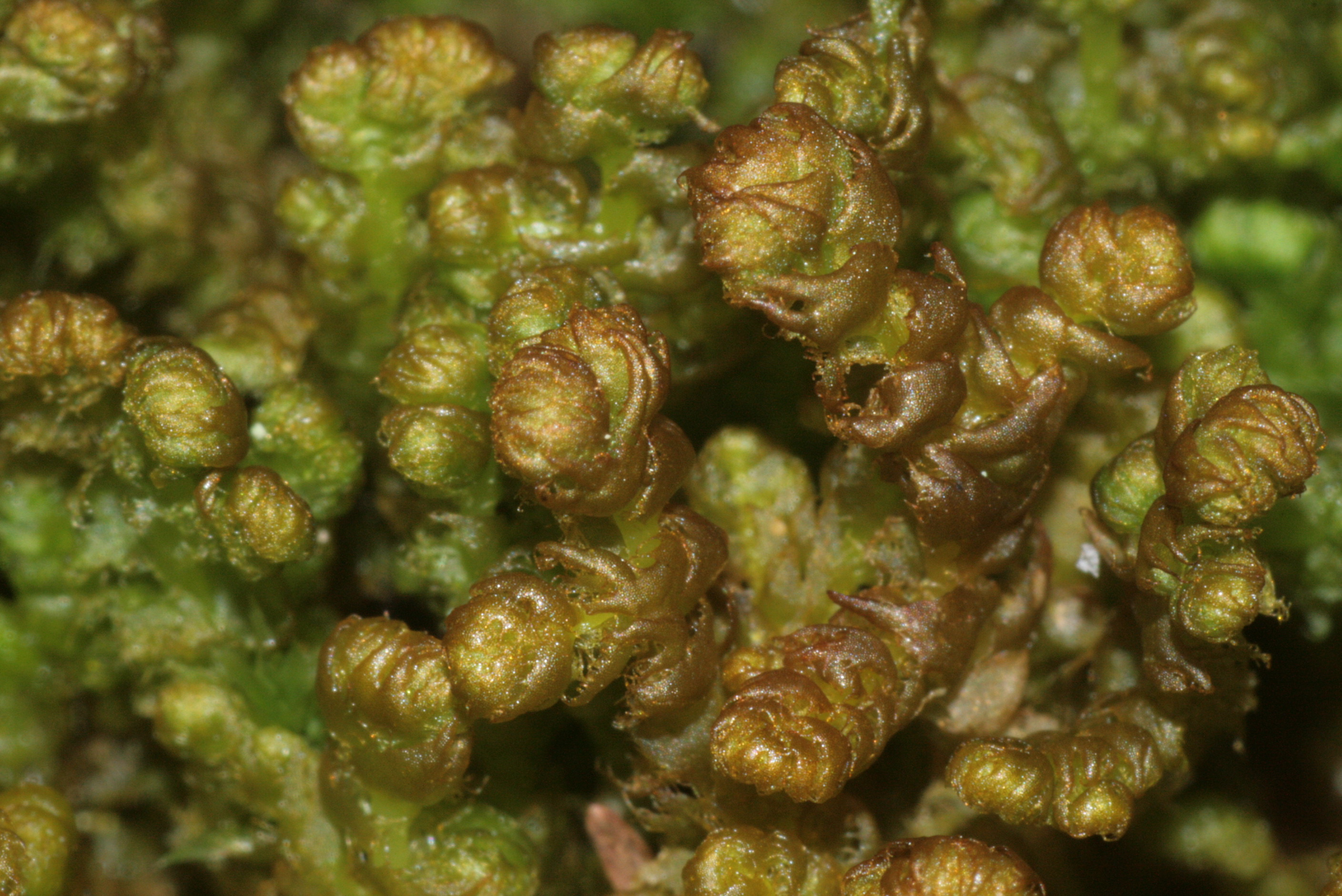
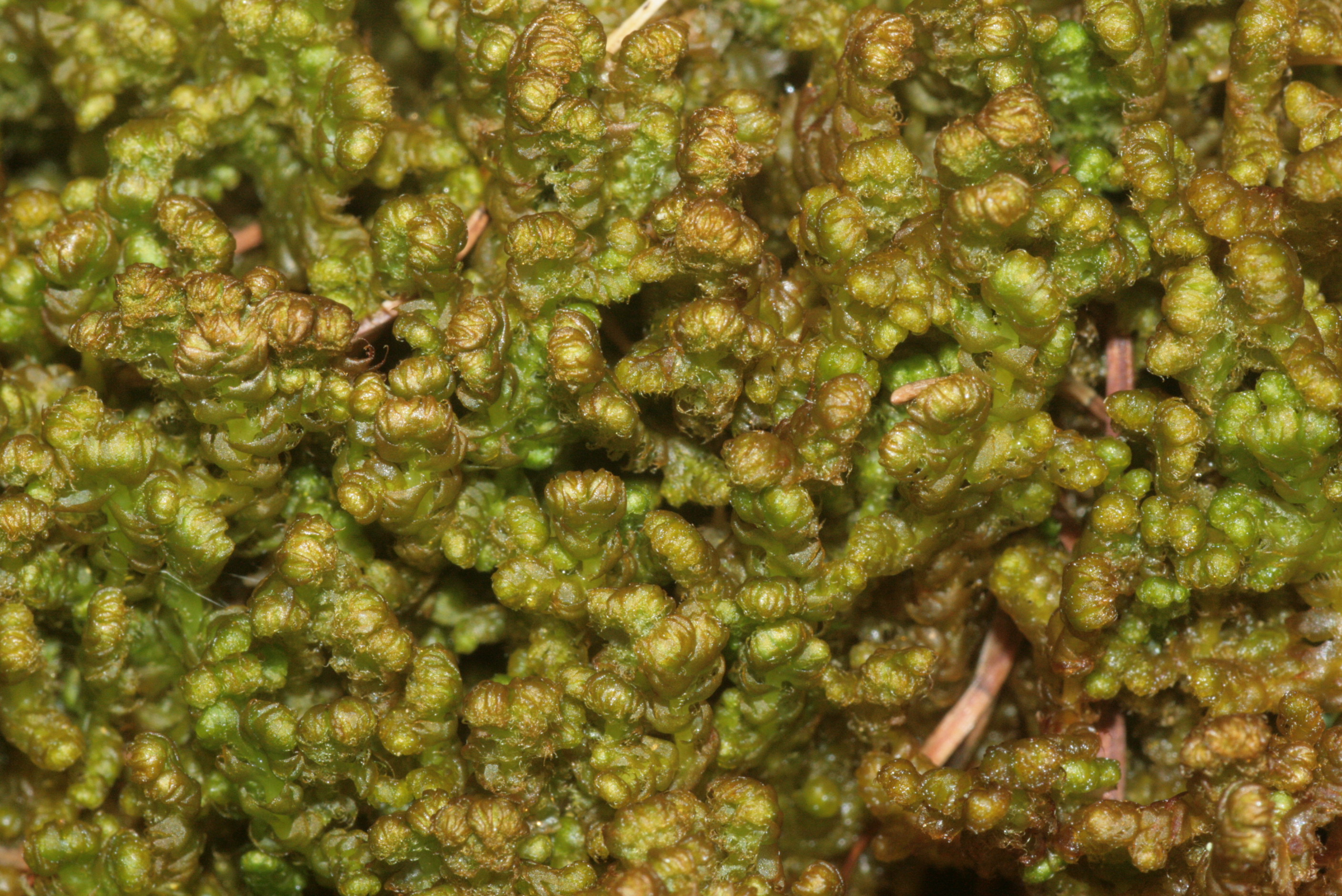
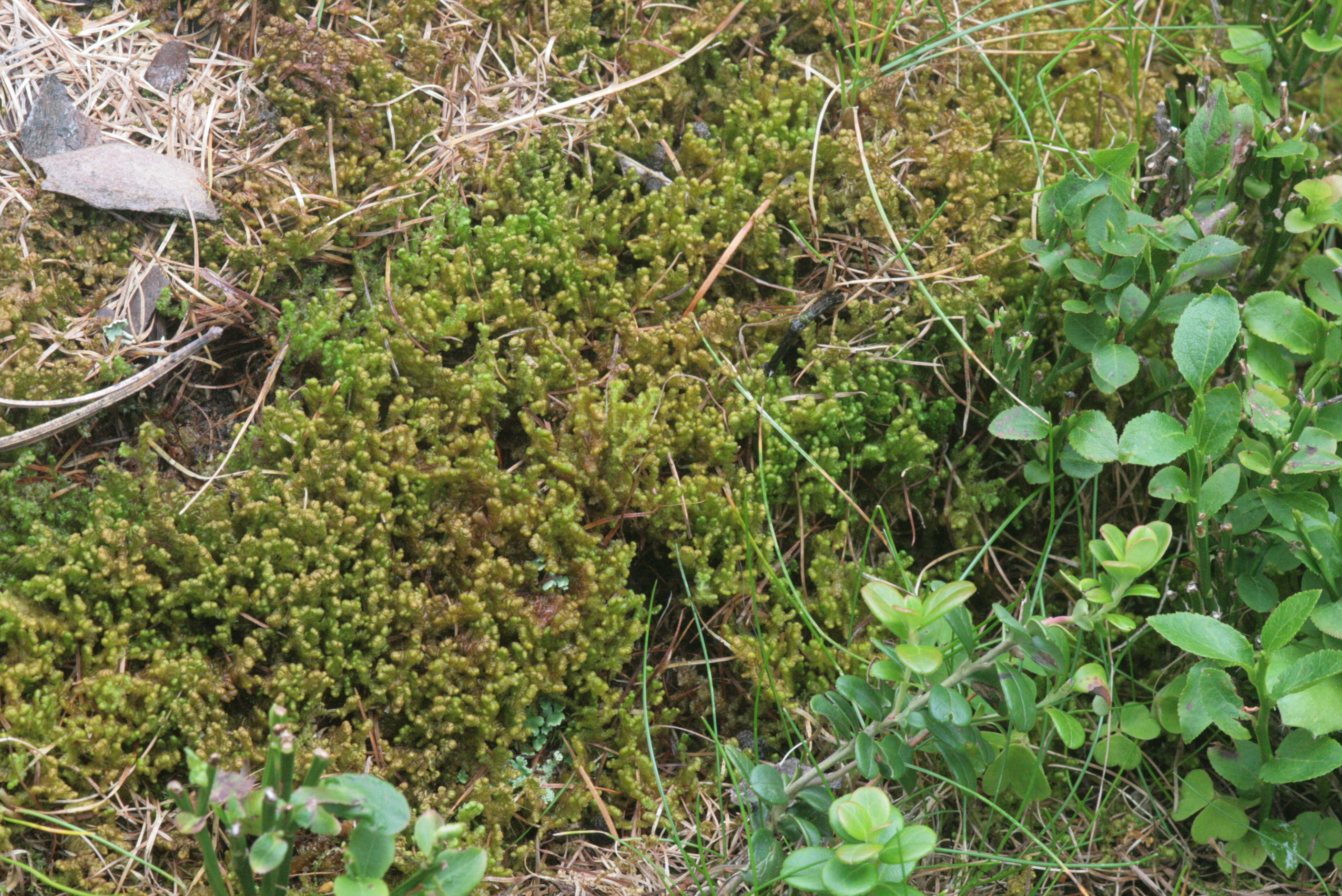
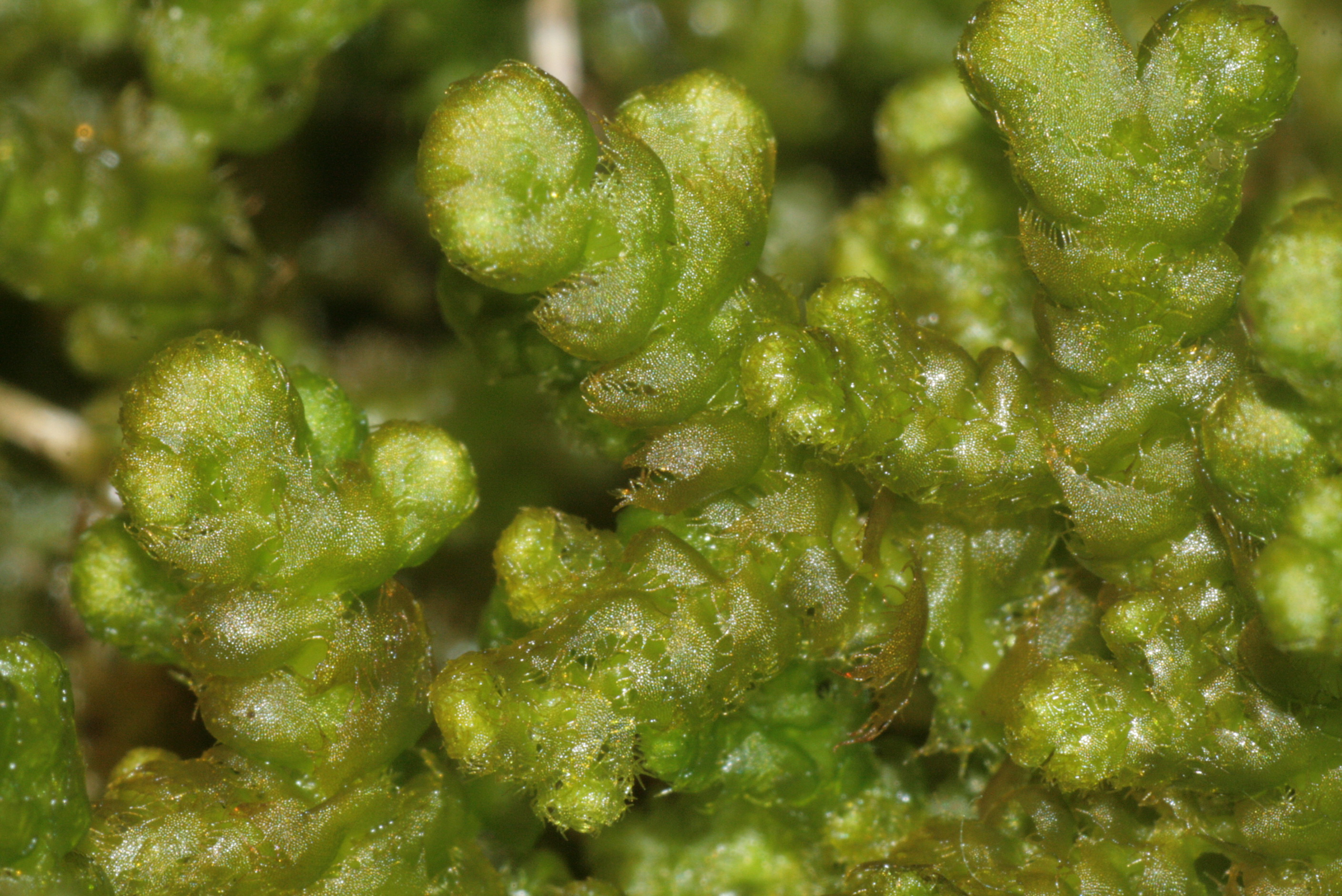
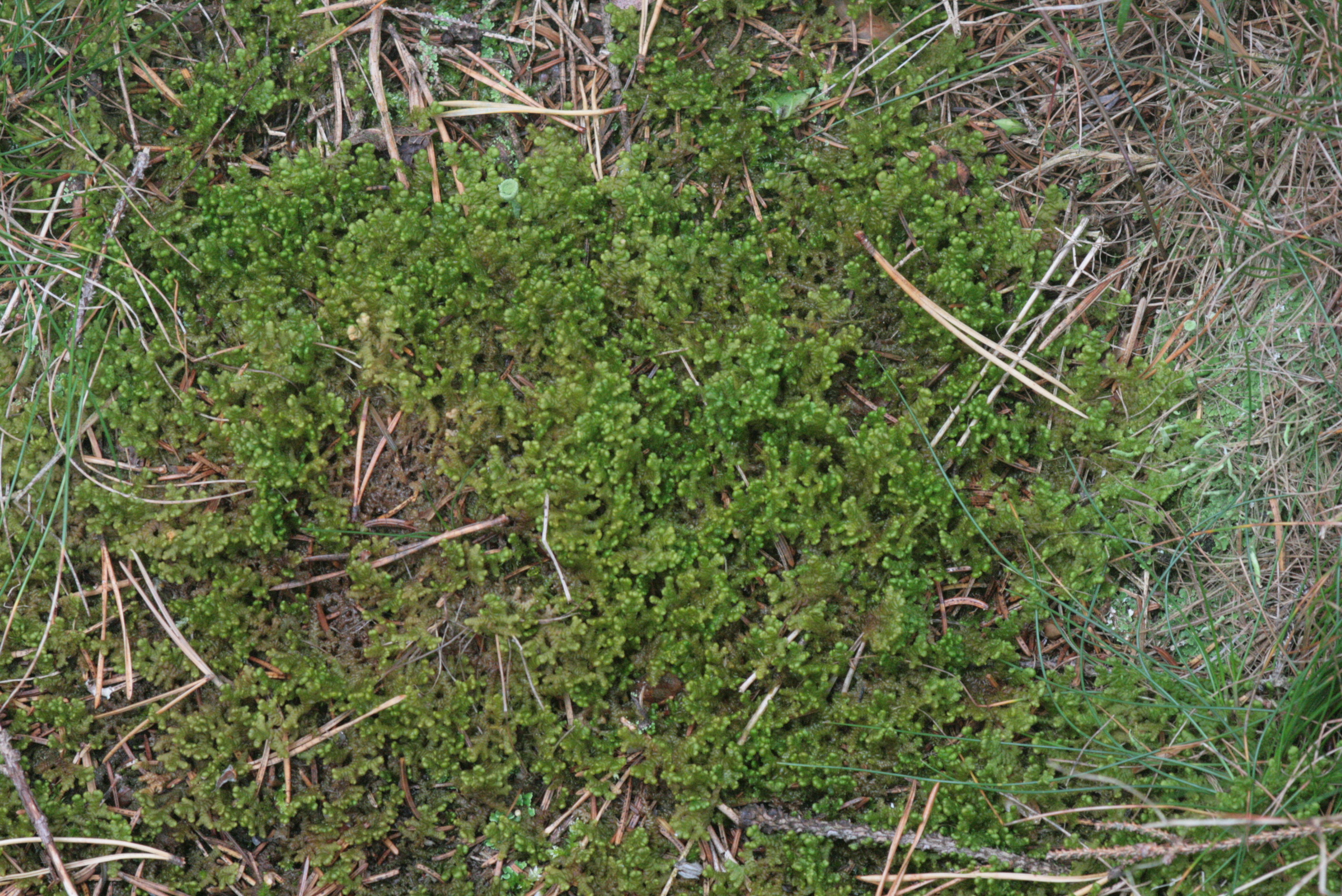